# Île de Vancouver-Nord

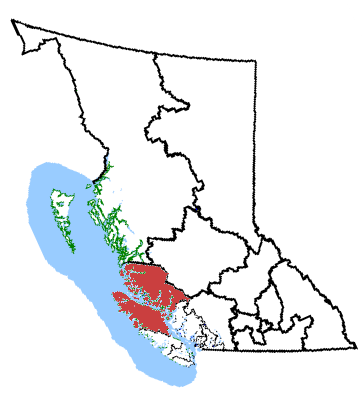
Carte de la circonscription électorale de l'Île de Vancouver-Nord

Île de Vancouver—Nord est une ancienne circonscription électorale fédérale canadienne de la Colombie-Britannique, représentée de 1997 à 2015.

## Circonscription fédérale
La circonscription se situait à l'ouest de la Colombie-Britannique et dont une partie est présente sur l'île de Vancouver. Cette circonscription représentait les villes de Campbell River, Courtenay, Comox, Strathcona, Port Hardy, Cumberland et Port McNeill.
Les circonscriptions limitrophes étaient Cariboo—Prince George, Chilliwack—Fraser Canyon, Nanaimo—Alberni, Skeena—Bulkley Valley et West Vancouver—Sunshine Coast—Sea to Sky Country.  
Elle possédait une population de 113 356 personnes, dont 87 084 électeurs, sur une superficie de 52 606 km². 

## Résultats électoraux
|       | Candidat          | Parti              | # de voix | % des voix |
|       | (X) John Duncan   | Conservateur       | +27 206,  | 46,11 %    |
|       | Mike Holland      | Libéral            | +03 039,  | 5,15 %     |
|       | Ronna-Rae Leonard | NPD                | +25 379,  | 43,01 %    |
|       | Sue Moen          | Vert               | +03 018,  | 5,11 %     |
|       | Frank Martin      | Marxiste-léniniste | +00057,   | 0,1 %      |
|       | Jason Draper      | Indépendant        | +00304,   | 0,52 %     |
| Total | Total             | Total              | 59 003    | 100 %      |

|       | Candidat          | Parti        | # de voix | % des voix |
|       | John Duncan       | Conservateur | +26 166,  | 45,78 %    |
|       | Geoff Fleischer   | Libéral      | +02 391,  | 4,18 %     |
|       | Catherine J. Bell | NPD          | +23 681,  | 41,43 %    |
|       | Philip Stone      | Vert         | +04 563,  | 7,98 %     |
|       | Jason Draper      | Indépendant  | +00361,   | 0,63 %     |
| Total | Total             | Total        | 57 162    | 100 %      |

## Historique
La circonscription est créée en 1996 à partir des circonscriptions de Comox—Alberni et de North Island—Powell River. Abolie lors du redécoupage de 2012, elle est redistribuée parmi North Island—Powell River et Courtenay—Alberni.
1. 1997-2006 — John Duncan, PR (1997-2000), AC (2000-2003) et PCC (2003-2006) (député depuis 1993)
2. 2006-2008 — Catherine J. Bell, NPD
3. 2008-2015 — John Duncan, PCC

- AC = Alliance canadienne
- NPD = Nouveau Parti démocratique
- PCC = Parti conservateur du Canada
- PR = Parti réformiste du Canada

1. ↑  Élections Canada.